# 天然獨
天然獨，又稱自然獨，是台灣政治術語與主張之一，泛指生於1980年之後、認為台灣已獨立的台灣人。在這個世代中，多數認同自己的台灣人身分，不認為自己是中國人，支持台灣現狀是個主權獨立國家，但這個意識形態不一定延伸到支持台灣獨立建國運動，可能歸類為華獨或獨台。這個說法一般被認為起源自2014年時任民主進步黨主席蔡英文發表的談話，經由新聞和前民進黨立法委員林濁水等人的論述而開始傳播，在太陽花運動之後成為流行名詞。相對而言，主要生於1970年代之前的「舊世代」台灣人，認為台灣必然要与中國統一人士的人士，被稱為天然統或當然統。

## 概述
天然獨這個名稱，在太陽花學運之後出現。最早來自於蔡英文在2014年7月19日民進黨召開全國黨員代表大會前夕，對於黨內有人士提出凍結或廢除台獨黨綱的看法，她認為：
隨着台灣的民主化……認同台灣、堅持獨立自主的價值，已經變成年輕世代的『天然成分』，這樣的事實，這樣的狀態，如何去『凍結』？如何去『廢除』？
前立委林濁水在2010年12月6日曾發表《老台獨‧新台獨和不台獨 》指出年輕人的台獨是在台灣民主化和台灣主體意識愈清晰的情境下自然成長，因此和老台獨主義者相比，就成了一種「先天性」的。並且少了因對抗白色恐怖鎮壓而來的情緒性，同時通常也自然沒有老台獨濃烈的「反華」情緒。在新聞報導蔡英文發表看法後，林濁水根據理念隨即在蔡英文創辦的想想論壇上連載的「華山論劍」專欄內，連續發表3篇以「自然獨」為題的評論，造成「天然獨」與「自然獨」這些用語的流行。
在台灣，1980年代以後出生的年輕人，出生前後正逢台灣進行解嚴與民主化轉型的過程，在台灣已經民主化的環境下成長；而原本大量以中國中心的教育也逐漸改強調臺灣本土，因而這些年輕人多數認同自身屬於台灣人，而非中國人，進而支持台灣是個獨立自主的國家，對於中國因素感到憂心。

## 各方見解
台北大学教授郑又平認為，天然独是「去中國化」教育形成的“人工独”，“根本就是经过教育上的洗脑灌输而产生的一个世代”。東吳大學徐泓教授認為，天然獨是中國大陸移民在台灣的第二代與第三代，因為與中國大陸故鄉的隔離，而自然升起的認同本土意識。因為李登輝與陳水扁兩位總統增加了中小學教科書中對於台灣的份量，並有「去中國化」的措施，將本土意識逐漸轉化為政治上的台獨力量。中國大陸統戰事務官員辛旗贊同他的意見，他曾透過蘇起及王曉波，建議馬英九總統更改教科書內容，以扭轉台灣年輕人的天然獨傾向。中國大陸民運人士袁紅冰認為，馬英九政府成立課綱檢核小組，推動課綱微調，辛旗是背後的操盤手。
相反的，國會觀察基金會董事長姚立明則認為，天然獨是台灣民主自由氣氛下所形成的結果，不能歸因於教科書。周偉航則指，台灣多數年輕人並未認真思考或主張獨立，對於推動台獨沒什麼熱情。這個現象起因於對中華人民共和國的反感。紐約州立大學助理教授翁履中用民調結果來分析，發現所謂的「天然獨世代」，在統獨立場上的態度，會隨時間和生活經歷而變動，而非靜止不變。屬於海外獨派的台灣人公共事務會（FAPA）洛杉磯分會主席吳兆峯，則認為新一代台灣年輕人對台獨支持度高、且為國家犧牲的意願也很高，台灣年輕人的「天然獨」只是希望台灣是一個屬於台灣人民的國家。

## 外部連結
- 林泉忠：何謂「天然獨」？台港新一代「去中國」思維的特徵（页面存档备份，存于）